# Gyrostigma
Genre
Gyrostigma est un genre d'œstres qui parasitent les rhinocéros. L'espèce la mieux connue est Gyrostigma rhinocerontis, qui se développe dans l'estomac du Rhinocéros noir et du Rhinocéros blanc d'Afrique, et dont l'adulte est la plus grande mouche connue en Afrique.
On connait deux autres espèces. Gyrostigma conjungens a été découvert dans l'estomac d'un Rhinocéros noir au Kenya en 1901, mais n'a pas été observé depuis 1961. L'autre espèce est Gyrostigma sumatrensis, que l'on a découvert chez un Rhinocéros de Sumatra en captivité en 1884, mais n'a pas été vu depuis. Du fait de la difficulté pour observer ces mouches à la durée de vie très courte, il est possible que d'autres espèces existent chez les autres espèces de rhinocéros. Il est également possible que certaines populations de Gyrostigma soient éteintes du fait de la faible taille des populations de rhinocéros, des animaux en danger d'extinction.

## Liste d'espèces
Selon BioLib (25 février 2021) :
- Gyrostigma conjungens Enderlein, 1901
- Gyrostigma rhinocerontis (Hope, 1840)
- Gyrostigma sumatrensis Brauer, 1884